# Olympische Sommerspiele 1912/Leichtathletik – 10.000 m Gehen (Männer)
Der Wettbewerb im 10.000-Meter-Gehen der Männer bei den Olympischen Spielen 1912 in Stockholm wurde am 7. und 11. Juli 1912 im Stockholmer Olympiastadion ausgetragen. 22 Athleten nahmen daran teil. Dieser Gehwettbewerb fand das erste Mal über die 10.000-Meter-Distanz statt und ersetzte die Gehdisziplinen von 1908, die über 10 Meilen und 3500 Meter führten.
Olympiasieger wurde der Kanadier George Goulding vor dem Briten Ernest Webb. Der Italiener Fernando Altimani gewann die Bronzemedaille.

## Rekorde

### Bestehende Rekorde
- Weltrekorde; wurden damals über diese Distanz auch inoffiziell noch nicht geführt.
- Olympischer Rekord: Der Wettbewerb war erstmals im olympischen Programm, deshalb bestand noch kein olympischer Rekord.

### Neue Rekorde
Es wurden zwei neue Rekorde aufgestellt:
- Olympischer Rekord: 47:14,5 min – George Goulding (Kanada), erster Vorrundenwettbewerb am 8. Juli
- Weltrekord: 46:28,4 min – George Goulding (Kanada), Finale am 11. Juli

## Durchführung des Wettbewerbs
In einer Vorrunde am 8. Juli wurden zwei Wettbewerbe durchgeführt. Die Athleten auf den jeweils ersten fünf Plätzen – hellblau unterlegt – qualifizierten sich für das Finale, das am 11. Juli stattfand.

## Vorrunde
Datum: 7. Juli 1912

### Vorrundenwettbewerb 1

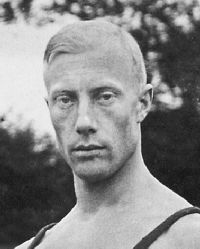
Eduard Hermann – im Vorrundenwettbewerb eins nicht im Ziel

| Platz | Name              | Nation             | Zeit        | Anmerkung |
| ----- | ----------------- | ------------------ | ----------- | --------- |
| 1     | George Goulding   | Kanada             | 47:14,5 min | OR        |
| 2     | Ernest Webb       | Großbritannien     | 47:25,4 min |           |
| 3     | Aage Rasmussen    | Dänemark           | 48:15,8 min |           |
| 4     | Fernando Altimani | Italien            | 48:54,2 min |           |
| 5     | William Palmer    | Großbritannien     | 51:21,0 min |           |
| 6     | Samuel Schwartz   | Vereinigte Staaten | 53:30,8 min |           |
| 7     | Edward Renz       | Vereinigte Staaten | 53:30,8 min |           |
| DNF   | Eduard Hermann    | Russisches Reich   |             |           |
| DNF   | Kaarel Lukk       | Russisches Reich   |             |           |
| DNF   | Rudolf Richter    | Böhmen             |             |           |

### Vorrundenwettbewerb 2
| Platz | Name              | Nation                | Zeit        | Anmerkung |
| ----- | ----------------- | --------------------- | ----------- | --------- |
| 1     | William Yates     | Großbritannien        | 49:43,6 min |           |
| 2     | Arthur St. Norman | Südafrikanische Union | 50:17,9 min |           |
| 3     | Thomas Dumbill    | Großbritannien        | 50:57,6 min |           |
| 4     | Vilhelm Gylche    | Dänemark              | 51:13,8 min |           |
| 5     | Frederick Kaiser  | Vereinigte Staaten    | 51:31,8 min |           |
| 6     | Alfred Voellmeke  | Vereinigte Staaten    | 52:29,0 min |           |
| 7     | Rolando Salinas   | Chile                 | 55:02,0 min |           |
| 8     | Henrik Ripszám    | Ungarn                | 55:20,6 min |           |
| 9     | Aleksis Aide      | Russisches Reich      | 59:24,4 min |           |
| DNF   | István Drubina    | Ungarn                |             |           |
| DSQ   | Robert Bridge     | Großbritannien        |             |           |
| DSQ   | William Murray    | Australasien          |             |           |
| DSQ   | Niels Petersen    | Dänemark              |             |           |

## Finale
| Platz | Name              | Nation                | Zeit        | Anmerkung |
| ----- | ----------------- | --------------------- | ----------- | --------- |
| 1     | George Goulding   | Kanada                | 46:28,4 min | WR        |
| 2     | Ernest Webb       | Großbritannien        | 46:50,4 min |           |
| 3     | Fernando Altimani | Italien               | 47:37,6 min |           |
| 4     | Aage Rasmussen    | Dänemark              | 48:00,0 min |           |
| DNF   | Vilhelm Gylche    | Dänemark              |             |           |
| DNF   | Frederick Kaiser  | Vereinigte Staaten    |             |           |
| DNF   | William Palmer    | Großbritannien        |             |           |
| DSQ   | Thomas Dumbill    | Großbritannien        |             |           |
| DSQ   | Arthur St. Norman | Südafrikanische Union |             |           |
| DSQ   | William Yates     | Großbritannien        |             |           |

Datum: 11. Juli 1912
Der Brite Ernest Webb, der 1908 jeweils die Silbermedaille in den beiden Gehwettbewerben gewonnen hatte, galt als einer der Favoriten auf den Olympiasieg. George Larner, der Sieger beider Gehdistanzen von 1908, war zurückgetreten. Der Kanadier George Goulding, der 1908 über 3500 Meter Vierter geworden war, über 10 Meilen hatte aufgeben müssen und zudem noch den Marathonlauf auf dem 22. Platz beendet hatte, zeigte sich in der Gehdisziplin deutlich verbessert und hatte Webb vor den Spielen von Stockholm besiegen können. So war es schließlich auch in Stockholm. Webb musste sich wieder mit Silber zufriedengeben. Goulding wurde Olympiasieger und stellte dabei einen neuen Weltrekord auf.
Von den zehn angetretenen Finalteilnehmern erreichten nur vier das Ziel. Drei Geher gaben auf und drei weitere wurden unter den Argusaugen der Kampfrichter wegen unreinen Gehstils disqualifiziert.

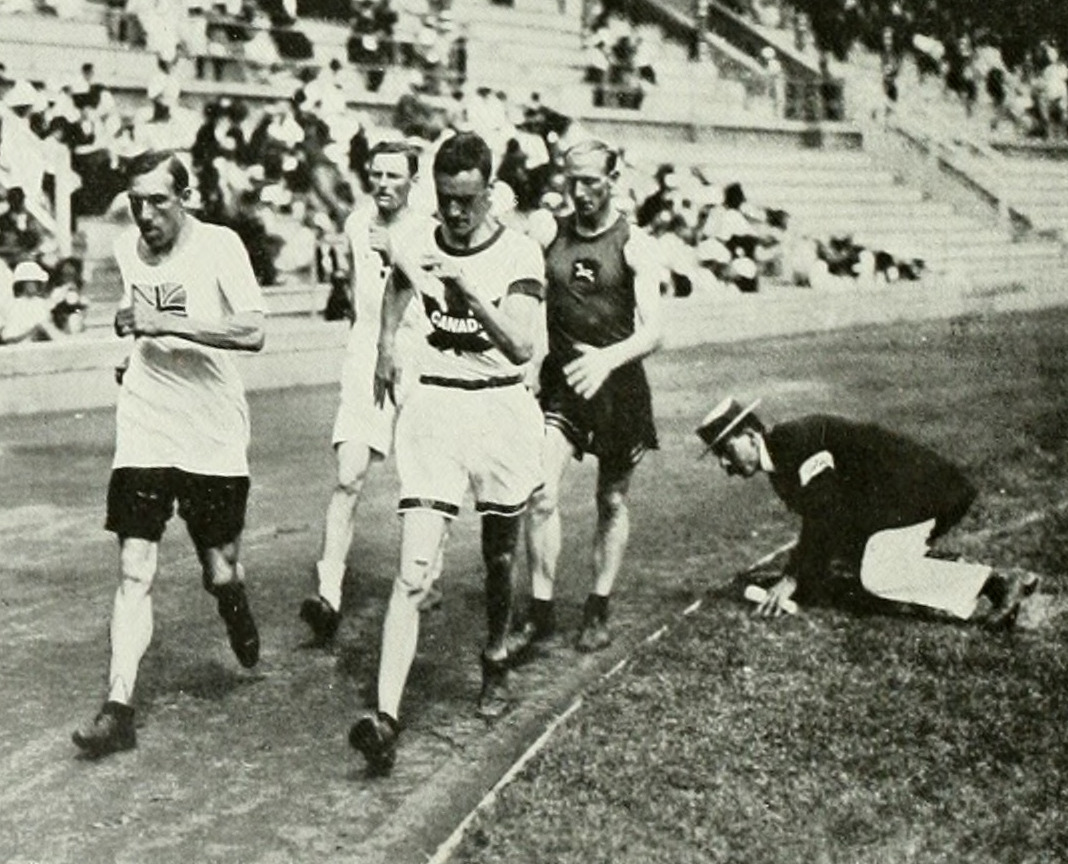
Das Finale: George Goulding (rechts vorne) und Ernest Webb führen, dahinter: Fernando Altimani (rechts) und Aage Rasmussen
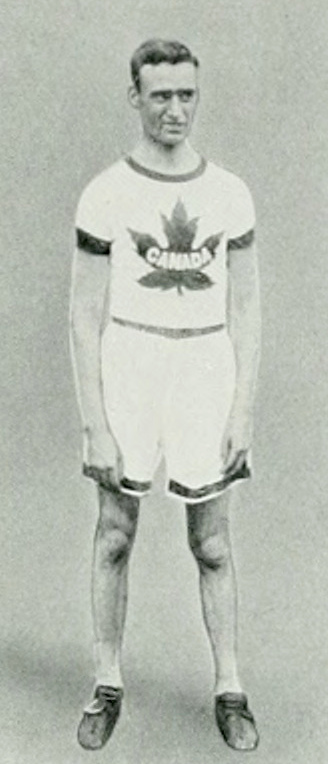
Olympiasieger George Goulding

## Videolinks
- Olympics 1912 10km Walk, youtube.com, abgerufen am 19. Mai 2021
- 1912 Stockholm Olympics - Gymnastics, Athletics, Fencing & 5000 metres, youtube.com, Bereich: 6:56 min bis 7:12 min, abgerufen am 19. Mai 2021